# Emiel Van Haver
Emiel Van Haver (Sint-Niklaas, 15 mei 1899 - aldaar, 23 december 1966) was een Belgisch politicus en waarnemend burgemeester van de stad Sint-Niklaas tijdens de Tweede Wereldoorlog. Als oorlogsburgemeester is hij niet erkend en staat hij dus ook niet vermeld in de officiële lijst van burgemeesters van de stad.

## Levensloop

### Jeugd en vroege politieke carrière
Van Haver werd geboren in een Vlaamsgezind, katholiek gezin. Hij studeerde aan het Sint-Jozef-Klein-Seminarie in Sint-Niklaas. Daarna deed hij studies Germaanse filologie aan de Katholieke Universiteit Leuven.
Hij werd lid van de Katholieke Partij. Samen met Maurice Orban en Willy Van Gerven, De Drie Vlaamse Musketiers genoemd, zorgde hij ervoor dat de Katholieke Partij in de jaren 1930 in Sint-Niklaas een meer Vlaamsgezinde richting inging. Ze voerden interne oppositie tegen toenmalig burgemeester Hendrik Heyman, die als minister in de regering-Renkin I geen bezwaar maakte tegen de benoeming van een Nederlands onkundige griffier in Brussel. Geen van de drie Musketiers behaalde echter een zetel bij de gemeenteraadsverkiezingen van 1932. In 1936 en 1939 kwam hij op bij de verkiezingen voor de Katholieke Vlaamse Volkspartij, zonder verkozen te worden. In 1938 geraakte hij wel verkozen voor de Sint-Niklase gemeenteraad. Op 5 februari 1940 werd hij schepen doordat Jozef Van Royen ontslag nam.

### Tweede Wereldoorlog
In mei 1940 trad hij van rechtswege aan als waarnemend burgemeester. Hij was immers het enige lid was van het college van burgemeesters en schepenen dat Sint-Niklaas niet ontvluchtte omwille van de Duitse inval aan het begin van de Tweede Wereldoorlog. Op 9 december nam burgemeester Hendrik Heyman ontslag en twee dagen later werd Van Haver aangesteld als burgemeester door de waarnemend secretaris-generaal van Binnenlandse Zaken en Volksgezondheid.
Zijn periode als waarnemend burgemeester is omstreden. Zo trad hij tijdens de oorlog toe tot het Vlaamsch Nationaal Verbond en ging gemakkelijk mee in hun ideologie, zoals het houden van razzia's tegen communisten. Hij ondersteunde Vlaams-nationalistische verenigingen en evenementen, ging naar bijeenkomsten van de Nieuwe Orde en steunde actief de strijd van de Nazi's aan het Oostfront. Radicalere bewegingen, zoals DeVlag, konden op minder sympathie rekenen maar werden wel gedoogd. Verder moest hij elke beslissing van het stadsbestuur aan de Duitse Kreiskommandant voorleggen. Aan de andere kant durfde hij opkomen voor burgers die de Duitsers in het vizier hadden, zoals werkweigeraars. Doordat Van Haver goed Duits sprak, kon hij inspreken op de bezetters. Antisemitisme was ook niet echt aan hem besteed. Van Haver bleef waarnemend burgemeester tot begin september 1944, toen Sint-Niklaas bevrijd werd door de geallieerden.

### Na de oorlog
Na de oorlog werd hij gevangengezet in het hechteniskamp Lokeren en ontslagen als schepen. Op 24 februari 1947 werd hij veroordeeld tot vier jaar cel wegens collaboratie en levenslang uit zijn burgerrechten ontzet. In 1955 kreeg hij eerherstel. In 1959 werd hij opnieuw gemeenteraadslid in Sint-Niklaas, voor Christelijke Volksbelangen, een scheurlijst van de christendemocraten. In 1964 werd hij lid van de Volksunie. In 1966 overleed Van Haver, een jaar nadat zijn mandaat als gemeenteraadslid ten einde liep.
In 1989-1990 werd er in de gemeenteraad van Sint-Niklaas een discussie gevoerd of Van Haver erkend moest worden als burgemeester. De partijen Vlaams Blok en de Volksunie stemden voor, terwijl een meerderheid van SP, CVP, Agalev en PVV tegenstemde. Zijn portret kwam als gevolg niet te hangen in de galerij van de burgemeestersportretten in het stadhuis. In 2019, bij de 75e verjaardag van de bevrijding, deed de plaatselijke Vlaams Belangfractie tevergeefs opnieuw een oproep om een portret van Van Haver op te hangen.